# Le bizzarre avventure del dottor Kranius
Le bizzarre avventure del dottor Kranius è un album del chitarrista rock italiano Andrea Braido, pubblicato nel 1996 dalla Srazz Records.

## Il disco
L'album è caratterizzato da sonorità rock e hard rock, ma contiene anche dei brani country rock (Country Fuga) ed elaborazioni chitarristiche (War).
Sono inoltre presenti delle tracce in cui Braido comunica con l'ascoltatore, anche in modo goliardico e scherzoso.
Registrato negli studi Jimbo di Merano, Blue Trains di Marghera e Sintesi di Montepulciano. Prodotto da Andrea Braido, Davide Ragazzoni e Stefano Pesce.

## Tracce
1. Spingi!! - (5.27)
2. My Child Age - (8.36)
3. Vecia Vulpis - (4.31)
4. Un Cowboy Quasi Simpatico (live al "Vapore" di Marghera, Venezia, 1995) - (8.17)
5. War - (1.54)
6. Relax In The World - (4.59)
7. Swingando - (5.05)
8. Sensazioni nel Tempo - (6.07)
9. Metal Samba - (4.03)
10. Country Fuga - (3.25)
11. Libertà Accordata (in memoria di Frank Zappa) - (3.37)
12. Intervallo - (3.37)
13. Presentazione - (2.41)

## Formazione
- Andrea Braido - chitarra elettrica e classica, basso elettrico, voce, organo
- Davide Ragazzoni - batteria
- Stefano Olivato - basso elettrico (nel brano registrato dal vivo)

## Strumentazione
- Batteria: Yamaha Maple Custon
- Bassi: Frudua Octaplus (4 corde), Frudua Slave (8 corde)
- Chitarre elettriche: Frudua SGFF Braido Signature, Frudua GFF, Frudua GFK, Frudua GFK Carved Pro
- Chitarre classiche: Washburn EA 36, Washburn D27 S. Ramirez CWE.
- Amplificatori: Marshall Anniversary LM, Marshall 1962-Combo 1987-Head, Soldano 100w SRO signature, Soldano Hot Road Plus 50, VHT Pitbull 100, Zoom 9150.
- Corde: De Salvo mod. ROX